# أليس رورفاكر
أليس روهفاشر (بالإيطالية: Alice Rohrwacher)‏ (مواليد 29 ديسمبر 1980، فيسولي) هي مخرجة أفلام إيطالية.
أخرجت وكتبت سيناريو عدة أفلام، منها فيلم سعيد مثل لازارو سنة 2018.

## روابط خارجية
- أليس رورفاكر على موقع IMDb (الإنجليزية)
- أليس رورفاكر على موقع روتن توميتوز (الإنجليزية)
- أليس رورفاكر على موقع مونزينجر (الألمانية)
- أليس رورفاكر على موقع ألو سيني (الفرنسية)
- أليس رورفاكر على موقع أول موفي (الإنجليزية)
- أليس رورفاكر على موقع قاعدة بيانات الأفلام السويدية (السويدية)
- أليس رورفاكر على موقع قاعدة بيانات الفيلم (الإنجليزية)
- أليس رورفاكر على موقع كينوبويسك (الروسية)